# Why Is a Plumber?

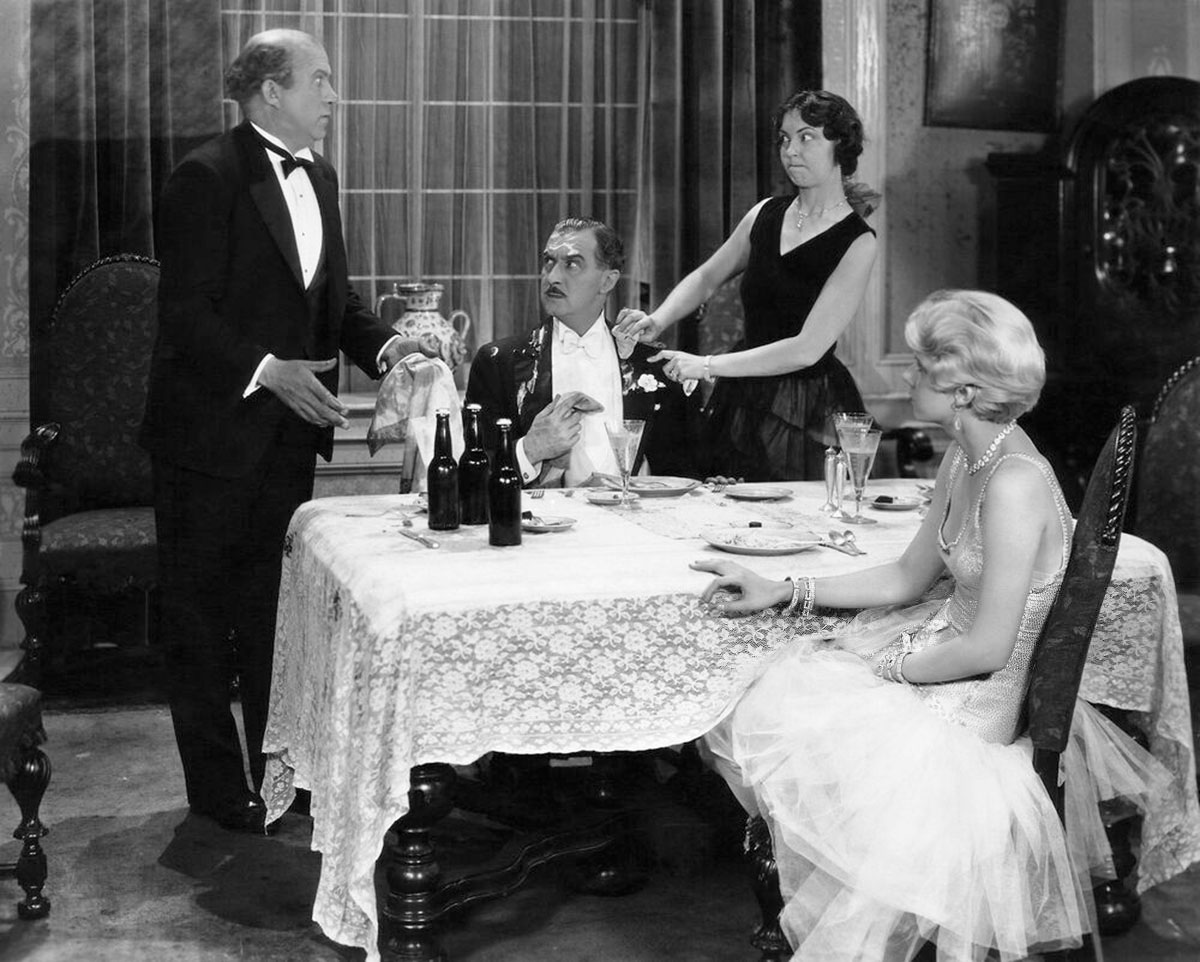
Why Is a Plumber?

Why Is a Plumber? est un court-métrage américain muet et en noir et blanc réalisé par Leo McCarey, sorti en 1929.

## Fiche technique
- Titre original : Why Is a Plumber?
- Réalisation : Leo McCarey
- Scénario : Leo McCarey
- Montage : Richard C. Currier
- Producteur : Hal Roach
- Société de production : Hal Roach Studios
- Société de distribution : Metro-Goldwyn-Mayer (MGM)
- Pays de production :  États-Unis
- Langue originale : anglais américain
- Format : noir et blanc — 35 mm — 1,33:1 — film muet
- Durée : 20 minutes
- Genre : comédie
- Date de sortie : 30 mars 1929

## Distribution
- Edgar Kennedy
- Gertrude Sutton
- Albert Conti
- Eddie Dunn
- Adele Watson
- Jean Harlow